# دوشاخ، افغانستان
دوشاخ (به لاتین: Do Shakh) یک منطقهٔ مسکونی در افغانستان است که در ولایت بغلان واقع شده‌است.